# Gran Premio Miguel Indurain 2023
Il Gran Premio Miguel Indurain 2023, sessantaseiesima edizione della corsa e valevole come sedicesima prova dell'UCI ProSeries 2023 categoria 1.Pro, si svolse il 1º aprile 2023 su un percorso di 203,2 km, con partenza e arrivo a Estella, in Spagna. La vittoria fu appannaggio dello spagnolo Ion Izagirre, il quale completò il percorso in 5h09'05", alla media di 39,45 km/h, precedendo il colombiano Sergio Higuita e il danese Mattias Skjelmose.
Sul traguardo di Estella 104 ciclisti, dei 139 partiti dalla medesima località, portarono a termine la competizione.

## Squadre e corridori partecipanti
| N.      | Cod. | Squadra               |
| ------- | ---- | --------------------- |
| 1-7     | ARK  | Team Arkéa-Samsic     |
| 11-17   | ACT  | AG2R Citroën Team     |
| 21-27   | AST  | Astana Qazaqstan Team |
| 31-37   | BOH  | Bora-Hansgrohe        |
| 41-47   | COF  | Cofidis               |
| 51-57   | EFE  | EF Education-EasyPost |
| 61-67   | MOV  | Movistar Team         |
| 71-77   | JAY  | Team Jayco AlUla      |
| 81-87   | TFS  | Trek-Segafredo        |
| 91-97   | UAD  | UAE Team Emirates     |
| 101-107 | BBH  | Burgos-BH             |

| N.      | Cod. | Squadra                  |
| ------- | ---- | ------------------------ |
| 111-117 | CJR  | Caja Rural-Seguros RGA   |
| 121-127 | EOK  | Eolo-Kometa Cycling Team |
| 131-137 | EKP  | Equipo Kern Pharma       |
| 141-147 | EUS  | Euskaltel-Euskadi        |
| 151-157 | HPM  | Human Powered Health     |
| 161-167 | IPT  | Israel-Premier Tech      |
| 171-177 | LTD  | Lotto Dstny              |
| 181-186 | TNN  | Team Novo Nordisk        |
| 191-197 | TEN  | TotalEnergies            |
| 201-207 | EHE  | Electro Hiper Europa     |

## Ordine d'arrivo (Top 10)
| Pos. | Corridore         | Squadra  | Tempo    |
| ---- | ----------------- | -------- | -------- |
| 1    | Ion Izagirre      | Cofidis  | 5h09'05" |
| 2    | Sergio Higuita    | Bora     | a 2"     |
| 3    | Mattias Skjelmose | Trek     | a 13"    |
| 4    | Andreas Kron      | Lotto    | a 20"    |
| 5    | Roger Adrià       | Kern     | s.t.     |
| 6    | Alex Aranburu     | Movistar | a 23"    |
| 7    | Corbin Strong     | Israel   | a 25"    |
| 8    | Élie Gesbert      | Arkéa    | s.t.     |
| 9    | Felix Gall        | AG2R     | a 32"    |
| 10   | Christian Scaroni | Astana   | s.t.     |